# Justo Antonio de Olaguíbel Quintana

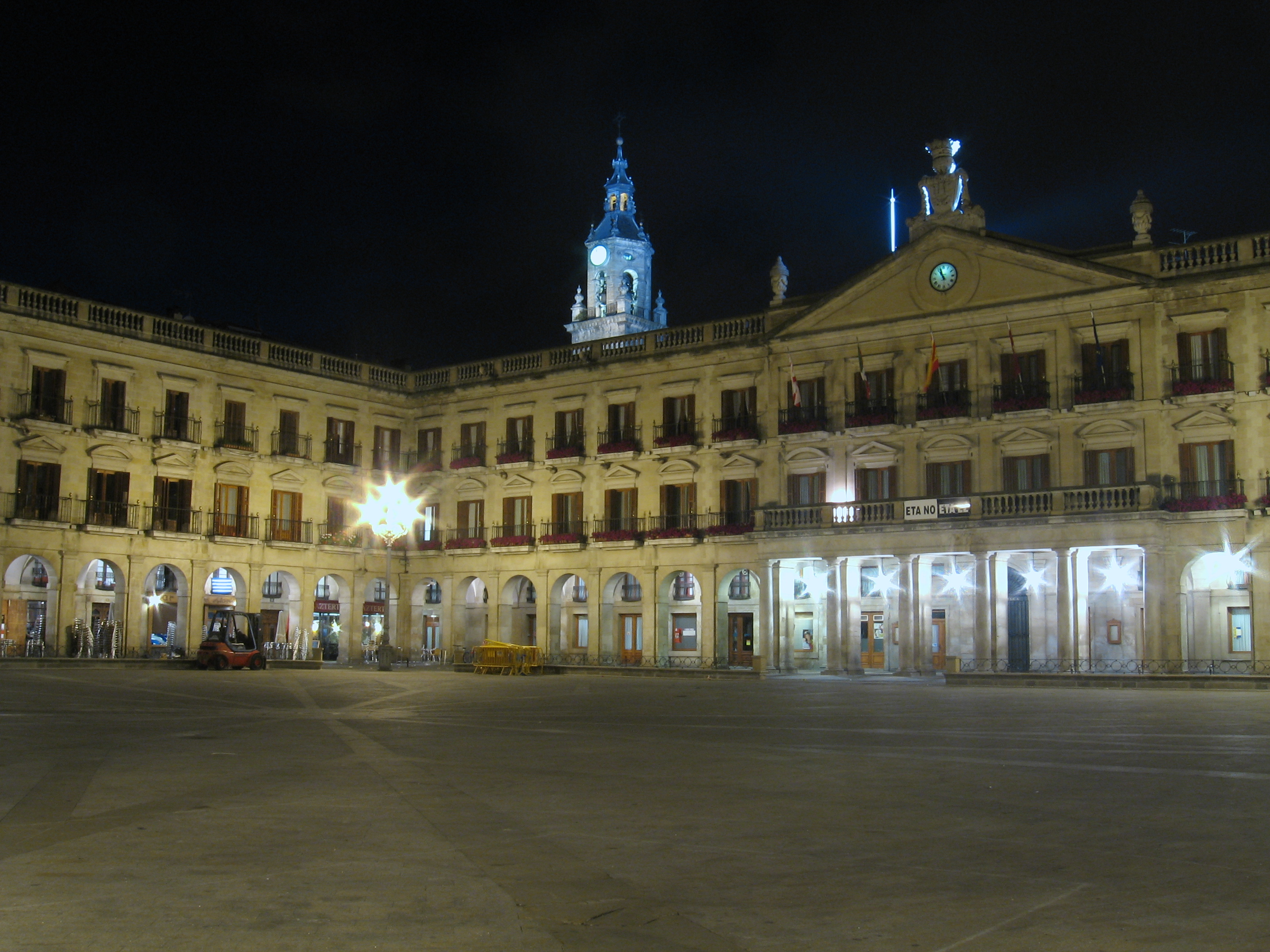
Plaça Nueva o d'España, Vitòria.

Justo Antonio de Olaguíbel Quintana (Vitòria, 7 d'agost de 1752 - 11 de febrer de 1818) va ser un arquitecte basc.

## Biografia
Fill d'una família de constructors, es va educar en la Reial Acadèmia de San Fernando entre 1779 i 1781 a Madrid en un ambient dominat pel neoclassicisme. Res més tornar a Vitòria se li va encarregar la Plaça Nueva, obra que va marcar tota una fita en l'arquitectura de la ciutat i va ser el punt d'arrencada del disseny futur de creixement urbà. La Plaça hauria de ser més gran que la de Madrid i la de Salamanca, encara que finalment no va aconseguir aquesta grandària, i hauria d'estar preparada per al desenvolupament del comerç en el seu entorn, amb zones de càrrega, un nou Ajuntament i superar el desnivell del nucli antic, la qual cosa va resoldre amb Arkupea/Los Arquillos, un passeig que va permetre la unió de la ciutat medieval amb la moderna. La nova obra, que va trigar deu anys a construir-se, va ser la solució de l'eixample de la ciutat.
A més de les seves actuacions a Vitòria, va treballar a Àlaba a la Casa del Santo d'Armentia i a la Torre de l'Església d'Arriaga, a la de l'Església de Matauko, a l'Església de San Andrés a Eltziego i en la reconstrucció del Convent de la Puríssima Concepció d'Arrasate.

## Obres

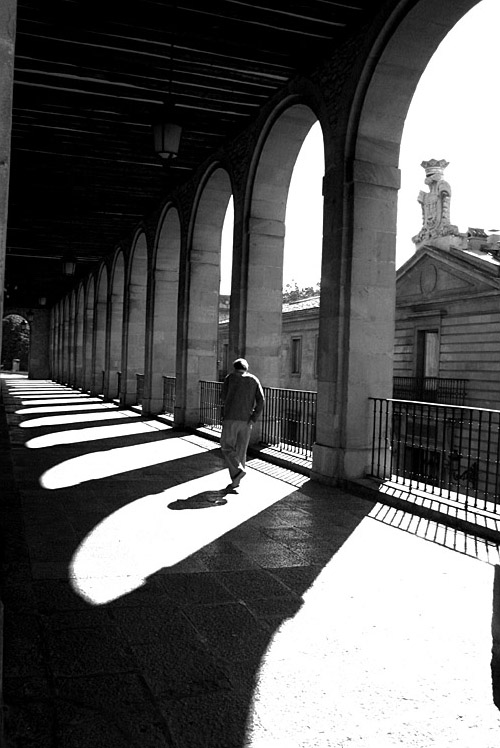
Porxo de l'ajuntament de Vitòria

- 1781-1791: Plaça Nueva de Vitòria.
- 1783: Façana de l'església del convent de Magdalena, de Vitòria.
- 1787: Torre i pòrtic sud de l'església de Done Bikendi d'Arriaga
- 1789: Església de San Andrés, Eltziego
- 1790: Arkupea (Los Arquillos), Vitòriia.
- 1801: Pòrtic de l'església d'Aberasturi.
- 1806: Casa del noble cavaller bisbe Jose Diaz Espada, Armentia.